# Paracaroides vaovao
Paracaroides vaovao är en fjärilsart som beskrevs av Pierre E.L. Viette 1972. Paracaroides vaovao ingår i släktet Paracaroides och familjen nattflyn. Inga underarter finns listade i Catalogue of Life.